# Niklas Süle
Niklas Süle (Frankfurt, Alemanya, 3 de setembre de 1995) és un futbolista alemany que juga com a defensa central al Borussia Dortmund de la Bundesliga alemanya. És internacional amb la selecció d'Alemanya.

## Trajectòria
Süle va començar a jugar a futbol al Rot-Weiß Walldorf. Posteriorment, es va traslladar a les categories inferiors de l'Eintracht de Frankfurt, on va jugar fins al final de la temporada 2008-09. El juny de 2009 va fitxar per les categories inferiors del SV Darmstadt 98, i només mig any després a les del 1899 Hoffenheim. Va debutar amb el primer equip del Hoffenheim l'11 de maig de 2013 en un partit de la Bundesliga contra l'Hamburger SV. El gener de 2017 va fitxar pel FC Bayern de Múnic, equip amb el qual va guanyar la lliga alemanya la temporada 2017-18.
Süle va debutar amb la selecció d'Alemanya sub16 l'any 2010. Amb la sub23 va disputar els Jocs Olímpics de 2016, on va guanyar la medalla de plata, i amb la mateixa va disputar i guanyar la Copa Confederacions de 2017. Amb l'absoluta va disputar la Copa del Món de 2018 de Rússia.

## Palmarès
FC Bayern de Múnic
- Campionat del Món (1): 2020
- Lliga de Campions de la UEFA (1): 2019-20
- Supercopa d'Europa (1): 2020
- Bundesliga (3): 2017-18, 2018-19, 2019-20
- Copa alemanya (2): 2018-19, 2019-20
- Supercopa alemanya (3): 2017, 2018, 2020

Selecció d'Alemanya
- Jocs Olímpics: medalla de plata, 2016
- Copa Confederacions: 2017